# Craniophora inquieta
Craniophora inquieta là một loài bướm đêm trong họ Noctuidae.